# De Boomgaard Framboise
De Boomgaard Framboise is een Belgisch bier.
Het bier wordt gebrouwen door Brasserie d'Ecaussinnes te Écaussinnes.
De Boomgaard Framboise is een fruitbier met een alcoholpercentage van 4,9%. Het bevat 40% frambozensap en wordt in Brasserie d’Ecaussinnes gebrouwen sinds 2008. Voordien werd het gebrouwen door Brouwerij Liefmans en had het een alcoholpercentage van 4,1%.